# Begonia fusialata
Espèce
Synonymes
- Begonia fusialata var. fusialata[1]

Begonia fusialata est une espèce de plantes de la famille des Begoniaceae.
L'espèce fait partie de la section Tetraphila.
Elle a été décrite en 1895 par Otto Warburg (1859-1938).

## Répartition géographique
Cette espèce est originaire des pays suivants : Angola ; Cameroun ; Central African Republic ; Congo ; Gabon ; Ghana ; Zaire.

## Liste des variétés
Selon Catalogue of Life (6 février 2017) :
- variété Begonia fusialata var. fusialata
- variété Begonia fusialata var. parviflora
- variété Begonia fusialata var. principensis

Selon World Checklist of Selected Plant Families (WCSP) (6 février 2017) :
- variété Begonia fusialata var. fusialata
- variété Begonia fusialata var. parviflora J.J.de Wilde (2002)
- variété Begonia fusialata var. principensis J.J.de Wilde (2002)

Selon The Plant List (6 février 2017) :
- variété Begonia fusialata var. fusialata

Selon Tropicos (6 février 2017) (Attention liste brute contenant possiblement des synonymes) :
- variété Begonia fusialata var. fusialata
- variété Begonia fusialata var. parviflora J.J. de Wilde
- variété Begonia fusialata var. principensis J.J. de Wilde